# Colpodes elegans
Espèce
Synonymes
Colpodes (Colpodes) elegans
Colpodes elegans est une espèce de coléoptères de la famille des Carabidae, de la sous-famille des Platyninae, de la tribu des Platynini et de la sous-tribu des Platynina.
Herbert Edward Andrewes l'a décrite des Indes britanniques, incluant Sri Lanka et la Birmanie.